# Schendylops paucidens
Schendylops paucidens är en mångfotingart som först beskrevs av Carl Graf Attems 1939.  Schendylops paucidens ingår i släktet Schendylops och familjen småjordkrypare.
Artens utbredningsområde är Uganda. Inga underarter finns listade i Catalogue of Life.